# パヴィン・チャチャワーンポンパン
パヴィン・チャチャワーンポンパン（タイ語: ปวิน ชัชวาลพงศ์พันธ์、1971年3月4日）は、タイの外交官、研究者。京都大学東南アジア地域研究研究所准教授。
バンコク出身。チュラロンコン大学卒業後、ロンドン大学の東洋アフリカ学院よりPh.D.取得。国家平和秩序維持評議会より逮捕状を出されて以降、日本などで亡命生活を送っている。